# أولاد الحداد (الحمادنة الكداميين)
أولاد الحداد هو دُوَّار يقع بجماعة الصهريج، إقليم قلعة السراغنة، جهة مراكش آسفي في المملكة المغربية. ينتمي الدوّار لمشيخة الحمادنة الكداميين التي تضم 9 دواوير. يقدر عدد سكانه بـ 3033 نسمة حسب الإحصاء الرسمي للسكان والسكنى لسنة 2004.

## روابط خارجية
- البوابة الوطنية للجماعات الترابية
- المندوبية السامية للتخطيط